# Formule 1 in 1962
Het Formule 1-seizoen 1962 was het 13de FIA Formula One World Championship seizoen. Het begon op 20 mei en eindigde op 29 december na negen races.
Graham Hill werd wereldkampioen voor BRM.
Jack Brabham debuteerde met zijn eigen team.
Net als in 1961 werden banden geleverd door slechts één fabrikant, alle teams reden met Dunlop-banden.

## Kalender
| GP nr. | Ronde | Grand Prix                 | Circuit                      | Plaats                  | Datum        |
| ------ | ----- | -------------------------- | ---------------------------- | ----------------------- | ------------ |
| 103    | 1     | GP van Nederland           | Circuit Park Zandvoort       | Zandvoort               | 20 mei       |
| 104    | 2     | GP van Monaco              | Circuit de Monaco            | Monte Carlo             | 3 juni       |
| 105    | 3     | GP van België              | Circuit de Spa-Francorchamps | Stavelot                | 17 juni      |
| 106    | 4     | GP van Frankrijk           | Circuit de Rouen-les-Essarts | Orival (Seine-Maritime) | 8 juli       |
| 107    | 5     | GP van Groot-Brittannië    | Aintree Circuit              | Aintree                 | 21 juli      |
| 108    | 6     | GP van Duitsland           | Nürburgring Nordschleife     | Nürburg                 | 5 augustus   |
| 109    | 7     | GP van Italië              | Autodromo Nazionale Monza    | Monza                   | 16 september |
| 110    | 8     | GP van de Verenigde Staten | Watkins Glen International   | Watkins Glen (New York) | 7 oktober    |
| 111    | 9     | GP van Zuid-Afrika         | Prince George Circuit        | Oos-Londen              | 29 december  |

## Resultaten en klassement

### Grands Prix
| Ronde | Grand Prix                 | Poleposition | Snelste ronde | Winnende coureur | Winnende constructeur | Banden | Verslag |
| ----- | -------------------------- | ------------ | ------------- | ---------------- | --------------------- | ------ | ------- |
| 1     | GP van Nederland           | John Surtees | Bruce McLaren | Graham Hill      | BRM                   | D      | Verslag |
| 2     | GP van Monaco              | Jim Clark    | Jim Clark     | Bruce McLaren    | Cooper-Climax         | D      | Verslag |
| 3     | GP van België              | Graham Hill  | Jim Clark     | Jim Clark        | Lotus-Climax          | D      | Verslag |
| 4     | GP van Frankrijk           | Jim Clark    | Graham Hill   | Dan Gurney       | Porsche               | D      | Verslag |
| 5     | GP van Groot-Brittannië    | Jim Clark    | Jim Clark     | Jim Clark        | Lotus-Climax          | D      | Verslag |
| 6     | GP van Duitsland           | Dan Gurney   | Graham Hill   | Graham Hill      | BRM                   | D      | Verslag |
| 7     | GP van Italië              | Jim Clark    | Graham Hill   | Graham Hill      | BRM                   | D      | Verslag |
| 8     | GP van de Verenigde Staten | Jim Clark    | Jim Clark     | Jim Clark        | Lotus-Climax          | D      | Verslag |
| 9     | GP van Zuid-Afrika         | Jim Clark    | Jim Clark     | Graham Hill      | BRM                   | D      | Verslag |

### Puntentelling
Punten worden toegekend aan de top zes geklasseerde coureurs. 
| Positie | 01e0 | 02e0 | 03e0 | 04e0 | 05e0 | 06e0 |
| Punten  | 9    | 6    | 4    | 3    | 2    | 1    |

### Klassement bij de coureurs
Slechts de beste vijf van de negen resultaten telden voor het kampioenschap, resultaten die tussen haakjes staan telden daarom niet mee voor het kampioenschap. Bij "Punten" staan de getelde kampioenschapspunten gevolgd door de totaal behaalde punten tussen haakjes.
| Pos.             | Coureur                 | Vlag van Nederland | Vlag van Monaco | Vlag van België | Vlag van Frankrijk | Vlag van Verenigd Koninkrijk | Vlag van Duitsland | Vlag van Italië | Vlag van Verenigde Staten | Vlag van Zuid-Afrika (1928-1982) | Punten  |
| Pos.             | Coureur                 | NED                | MON             | BEL             | FRA                | GBR                          | DUI                | ITA             | VST                       | ZAF                              | Punten  |
| ---------------- | ----------------------- | ------------------ | --------------- | --------------- | ------------------ | ---------------------------- | ------------------ | --------------- | ------------------------- | -------------------------------- | ------- |
| 1                | Graham Hill             | 1                  | (6)             | 2P              | 9S                 | (4)                          | 1S                 | 1S              | (2)                       | 1                                | 42 (52) |
| 2                | Jim Clark               | 9                  | DNFPS           | 1S              | DNFP               | 1PS                          | 4                  | DNFP            | 1PS                       | DNFPS                            | 30      |
| 3                | Bruce McLaren           | DNFS               | 1               | DNF             | (4)                | 3                            | (5)                | 3               | 3                         | 2                                | 27 (32) |
| 4                | John Surtees            | DNFP               | 4               | 5               | 5                  | 2                            | 2                  | DNF             | DNF                       | DNF                              | 19      |
| 5                | Dan Gurney              | DNF                | DNF             | DNS             | 1                  | 9                            | 3P                 | 13              | 5                         |                                  | 15      |
| 6                | Phil Hill               | 3                  | 2               | 3               |                    | DNF                          | DNF                | 11              | DNS                       |                                  | 14      |
| 7                | Tony Maggs              | 5                  | DNF             | DNF             | 2                  | 6                            | 9                  | 7               | 7                         | 3                                | 13      |
| 8                | Richie Ginther          | DNF                | DNF             | DNF             | 3                  | 13                           | 8                  | 2               | DNF                       | 7                                | 10      |
| 9                | Jack Brabham            | DNF                | 8               | 6               | DNF                | 5                            | DNF                |                 | 4                         | 4                                | 9       |
| 10               | Trevor Taylor           | 2                  | DNF             | DNF             | 8                  | 8                            | DNF                | DNF             | 12                        | DNF                              | 6       |
| 11               | Giancarlo Baghetti      | 4                  |                 | DNF             |                    |                              | 10                 | 5               |                           |                                  | 5       |
| 12               | Lorenzo Bandini         |                    | 3               |                 |                    |                              | DNF                | 8               |                           |                                  | 4       |
| 13               | Ricardo Rodríguez       | DNF                |                 | 4               |                    |                              | 6                  | 14              |                           |                                  | 4       |
| 14               | Willy Mairesse          |                    | 7               | DNF             |                    |                              |                    | 4               |                           |                                  | 3       |
| 15               | Jo Bonnier              | 7                  | 5               |                 | 10                 | DNF                          | 7                  | 6               | 13                        |                                  | 3       |
| 16               | Innes Ireland           | DNF                | DNF             | DNF             | DNF                | 16                           |                    | DNF             | 8                         | 5                                | 2       |
| 17               | Carel Godin de Beaufort | 6                  | DNQ             | 7               | 6                  | 14                           | 13                 | 10              | DNF                       | 11                               | 2       |
| 18               | Masten Gregory          | DNF                | DNQ             | DNF             | DNF                | 7                            |                    | 12              | 6                         |                                  | 1       |
| 19               | Neville Lederle         |                    |                 |                 |                    |                              |                    |                 |                           | 6                                | 1       |
| 20               | Maurice Trintignant     |                    | DNF             | 8               | 7                  |                              | DNF                | DNF             | DNF                       |                                  | 0       |
| 21               | Jackie Lewis            | 8                  | DNQ             |                 | DNF                | 10                           | DNF                |                 |                           |                                  | 0       |
| 22               | John Love               |                    |                 |                 |                    |                              |                    |                 |                           | 8                                | 0       |
| 23               | Nino Vaccarella         |                    | DNQ             |                 |                    |                              | 15                 | 9               |                           |                                  | 0       |
| 24               | Lucien Bianchi          |                    |                 | 9               |                    |                              | 16                 |                 |                           |                                  | 0       |
| 25               | Roger Penske            |                    |                 |                 |                    |                              |                    |                 | 9                         |                                  | 0       |
| 25               | Bruce Johnstone         |                    |                 |                 |                    |                              |                    |                 |                           | 9                                | 0       |
| 27               | Jo Siffert              |                    | DNQ             | 10              | DNF                |                              | 12                 | DNQ             |                           |                                  | 0       |
| 28               | Rob Schroeder           |                    |                 |                 |                    |                              |                    |                 | 10                        |                                  | 0       |
| 28               | Ernie Pieterse          |                    |                 |                 |                    |                              |                    |                 |                           | 10                               | 0       |
| 30               | Ian Burgess             |                    |                 |                 |                    | 12                           | 11                 | DNQ             |                           |                                  | 0       |
| 31               | Tony Settember          |                    |                 |                 |                    | 11                           |                    | DNF             |                           |                                  | 0       |
| 32               | John Campbell-Jones     |                    |                 | 11              |                    |                              |                    |                 |                           |                                  | 0       |
| 32               | Hap Sharp               |                    |                 |                 |                    |                              |                    |                 | 11                        |                                  | 0       |
| 34               | Heini Walter            |                    |                 |                 |                    |                              | 14                 |                 |                           |                                  | 0       |
| 35               | Jay Chamberlain         |                    |                 |                 |                    | 15                           | DNQ                | DNQ             |                           |                                  | 0       |
|                  | Wolfgang Seidel         | NC                 |                 |                 |                    | DNF                          | DNQ                |                 |                           |                                  | 0       |
| Roy Salvadori    | DNF                     | DNF                |                 | DNF             | DNF                | DNF                          | DNF                | DNS             | DNF                       | 0                                |         |
| Tony Shelly      |                         |                    |                 |                 | DNF                | DNQ                          | DNQ                |                 |                           | 0                                |         |
| Keith Greene     |                         |                    |                 |                 | DNS                | DNF                          | DNQ                |                 |                           | 0                                |         |
| Ben Pon          | DNF                     |                    |                 |                 |                    |                              |                    |                 |                           | 0                                |         |
| Heinz Schiller   |                         |                    |                 |                 |                    | DNF                          |                    |                 |                           | 0                                |         |
| Bernard Collomb  |                         |                    |                 |                 |                    | DNF                          |                    |                 |                           | 0                                |         |
| Timmy Mayer      |                         |                    |                 |                 |                    |                              |                    | DNF             |                           | 0                                |         |
| Doug Serrurier   |                         |                    |                 |                 |                    |                              |                    |                 | DNF                       | 0                                |         |
| Mike Harris      |                         |                    |                 |                 |                    |                              |                    |                 | DNF                       | 0                                |         |
| Günther Seiffert |                         |                    |                 |                 |                    | DNQ                          |                    |                 |                           | 0                                |         |
| Gerry Ashmore    |                         |                    |                 |                 |                    |                              | DNQ                |                 |                           | 0                                |         |
| Ernesto Prinoth  |                         |                    |                 |                 |                    |                              | DNQ                |                 |                           | 0                                |         |
| Roberto Lippi    |                         |                    |                 |                 |                    |                              | DNQ                |                 |                           | 0                                |         |
| Nasif Estefano   |                         |                    |                 |                 |                    |                              | DNQ                |                 |                           | 0                                |         |
| Pos.             | Coureur                 | Vlag van Nederland | Vlag van Monaco | Vlag van België | Vlag van Frankrijk | Vlag van Verenigd Koninkrijk | Vlag van Duitsland | Vlag van Italië | Vlag van Verenigde Staten | Vlag van Zuid-Afrika (1928-1982) | Punten  |
| Pos.             | Coureur                 | NED                | MON             | BEL             | FRA                | GBR                          | DUI                | ITA             | VST                       | ZAF                              | Punten  |

| Resultaat                       |
| ------------------------------- |
| Winnaar                         |
| Tweede plaats                   |
| Derde plaats                    |
| Gefinisht (punten behaald)      |
| Gefinisht (geen punten behaald) |
| Niet geklasseerd (NC)           |
| Uitgevallen (DNF)               |
| Niet gekwalificeerd (DNQ)       |
| Gediskwalificeerd (DSQ)         |
| Niet gestart (DNS)              |
| Gewond (INJ)                    |
| Uitgesloten (EX)                |
| Teruggetrokken (WD)             |
| Niet deelgenomen (blanco cel)   |
| P Pole position                 |
| S Snelste ronde                 |

### Klassement bij de constructeurs
Alleen de best geklasseerde rijder per team telt mee voor het kampioenschap.
De vijf beste resultaten telden mee voor de eindstand, resultaten die tussen haakjes staan telden daarom niet mee voor het kampioenschap. Bij "Punten" de staan getelde kampioenschapspunten gevolgd door de totaal behaalde punten tussen haakjes.
| Pos. | Constructeur      | Vlag van Nederland | Vlag van Monaco | Vlag van België | Vlag van Frankrijk | Vlag van Verenigd Koninkrijk | Vlag van Duitsland | Vlag van Italië | Vlag van Verenigde Staten | Vlag van Zuid-Afrika (1928-1982) | Punten  |
| Pos. | Constructeur      | NED                | MON             | BEL             | FRA                | GBR                          | DUI                | ITA             | VST                       | ZAF                              | Punten  |
| ---- | ----------------- | ------------------ | --------------- | --------------- | ------------------ | ---------------------------- | ------------------ | --------------- | ------------------------- | -------------------------------- | ------- |
| 1    | BRM               | 1                  | (6)             | 2P              | (3S)               | (4)                          | 1S                 | 1S              | (2)                       | 1                                | 42 (56) |
| 2    | Lotus-Climax      | 2                  | 8PS0            | 1S              | 7P                 | 1PS0                         | 4                  | 9P              | 1PS0                      | (5PS0)                           | 36 (38) |
| 3    | Cooper-Climax     | (5S)               | 1               | DNF             | 2                  | 3                            | (5)                | 3               | (3)                       | 2                                | 29 (37) |
| 4    | Lola-Climax       | DNFP               | 4               | 5               | 5                  | 2                            | 2                  | DNF             | DNF                       | DNF                              | 19      |
| 5    | Porsche           | 6                  | 5               | 7               | 1                  | 9                            | 3P                 | (6)             | 5                         | 11                               | 18 (19) |
| 6    | Ferrari           | 3                  | 2               | 3               | WD                 | DNF                          | 6                  | 4               | WD                        |                                  | 18      |
| 7    | Brabham-Climax    |                    |                 |                 |                    |                              | DNF                |                 | 4                         | 4                                | 6       |
| 8    | Lotus-BRM         |                    | DNQ             | DNF             | DNF                | DNF                          | DNF                | 12              | 6                         |                                  | 1       |
| 9    | Emeryson-Climax   | NC                 |                 |                 |                    | 11                           |                    | DNF             |                           | WD                               | 0       |
| 10   | ENB-Maserati      |                    |                 |                 |                    |                              | 16                 |                 |                           |                                  | 0       |
| —    | Gilby-BRM         |                    |                 |                 |                    | WD                           | DNF                | DNQ             |                           |                                  | 0       |
| —    | LDS-Alfa Romeo    |                    |                 |                 |                    |                              |                    |                 |                           | DNF                              | 0       |
| —    | Cooper-Alfa Romeo |                    |                 |                 |                    |                              |                    |                 |                           | DNF                              | 0       |
| —    | De Tomaso         |                    | WD              |                 |                    |                              |                    | DNQ             |                           |                                  | 0       |
| —    | De Tomaso-OSCA    |                    |                 |                 |                    |                              |                    | DNQ             |                           |                                  | 0       |
| Pos. | Constructeur      | Vlag van Nederland | Vlag van Monaco | Vlag van België | Vlag van Frankrijk | Vlag van Verenigd Koninkrijk | Vlag van Duitsland | Vlag van Italië | Vlag van Verenigde Staten | Vlag van Zuid-Afrika (1928-1982) | Punten  |
| Pos. | Constructeur      | NED                | MON             | BEL             | FRA                | GBR                          | DUI                | ITA             | VST                       | ZAF                              | Punten  |

| Resultaat                       |
| ------------------------------- |
| Winnaar                         |
| Tweede plaats                   |
| Derde plaats                    |
| Gefinisht (punten behaald)      |
| Gefinisht (geen punten behaald) |
| Niet geklasseerd (NC)           |
| Uitgevallen (DNF)               |
| Niet gekwalificeerd (DNQ)       |
| Gediskwalificeerd (DSQ)         |
| Niet gestart (DNS)              |
| Gewond (INJ)                    |
| Uitgesloten (EX)                |
| Teruggetrokken (WD)             |
| Niet deelgenomen (blanco cel)   |
| P Pole position                 |
| S Snelste ronde                 |

1950 · 1951 · 1952 · 1953 · 1954 · 1955 · 1956 · 1957 · 1958 · 1959 · 1960 · 1961 · 1962 · 1963 · 1964 · 1965 · 1966 · 1967 · 1968 · 1969 · 1970 · 1971 · 1972 · 1973 · 1974 · 1975 · 1976 · 1977 · 1978 · 1979 · 1980 · 1981 · 1982 · 1983 · 1984 · 1985 · 1986 · 1987 · 1988 · 1989 · 1990 · 1991 · 1992 · 1993 · 1994 · 1995 · 1996 · 1997 · 1998 · 1999 · 2000 · 2001 · 2002 · 2003 · 2004 · 2005 · 2006 · 2007 · 2008 · 2009 · 2010 · 2011 · 2012 · 2013 · 2014 · 2015 · 2016 · 2017 · 2018 · 2019 · 2020 · 2021 · 2022 · 2023 · 2024 · 2025 · 2026 
 Lijst van Formule 1 Grand Prix-wedstrijden